# Lourenties
Lourenties é uma comuna francesa na região administrativa da Nova Aquitânia, no departamento dos Pirenéus Atlânticos. Estende-se por uma área de 9,07 km². Em 2010 a comuna tinha 385 habitantes (densidade: 42,4 hab./km²).